# La Guiche
La Guiche ist eine französische Gemeinde mit 598 Einwohnern (Stand 1. Januar 2022) im Département Saône-et-Loire in der Region Bourgogne-Franche-Comté. Sie gehört zum Arrondissement Mâcon und zum Kanton Cluny.

## Geografie
La Guiche liegt in Ostfrankreich in der Landschaft Charolais, 93 Kilometer nordwestlich von Lyon, etwa 20 Kilometer nordöstlich von Charolles, dem Sitz der Unterpräfektur des Arrondissements, und etwa 20 Kilometer nordwestlich von Cluny auf einer mittleren Höhe von 401 Metern über dem Meeresspiegel. Die Mairie steht auf einer Höhe von 422 Metern. Nachbargemeinden von La Guiche sind Marizy im Nordwesten, Le Rousset im Nordwesten, Chevagny-sur-Guye im Südosten, und Ballore im Südwesten. Das Gemeindegebiet hat eine Fläche von 2777 Hektar.
Die Gemeinde ist einer Klimazone des Typs Cfb (nach Köppen und Geiger) zugeordnet: Warmgemäßigtes Regenklima (C), vollfeucht (f), wärmster Monat unter 22 °C, mindestens vier Monate über 10 °C (b). Es herrscht Seeklima mit gemäßigtem Sommer.

## Geschichte

### Internierungslager Camp-Sanatorium
In La Guiche entstand 1916 mit Hilfe deutscher Kriegsgefangener ein Sanatorium, das 1918 eingeweiht wurde. In den Folgejahren wurde das Hauptgebäude durch Nebengebäude erweitert. 1940 musste das dortige Lungensanatorium wegen der Nähe zur Demarkationslinie zwischen der von der deutschen Wehrmacht besetzten zone occupée und der zone libre (Gebiet des Vichy-Regimes) seinen Betrieb einstellen.
1941 übernahm das Vichy-Regime das ehemalige Lungensanatorium und eröffnete dort am 15. Oktober 1941 das Camp-Sanatorium, ein Internierungslager für tuberkulosekranke Insassen aus verschiedenen französischen Lagern. Die als „Sanatorium Surveille“ (überwachtes Sanatorium) geführte Einrichtung bot Platz für bis zu 260 Personen – Frauen und Männer, die nach ihrer Genesung wieder in ihre Lager zurückkehren sollten.
Mitte Januar 1942 befanden sich bereits 225 Patienten im „Camp-Sanatorium“, darunter „praktisch alle Tuberkulosekranken des Lagers Gurs und eine Anzahl aus Noé“. Das Sanatorium war ständig mit 200 bis 260 Personen belegt; aufgrund der unzureichenden Anstaltskost starben in den zweieinhalb Jahren seiner Existenz aber auch 64 Menschen. Eggers führt das darauf zurück, dass von dem Anstaltspersonal für die Patienten bestimmte Nahrungsmittel unterschlagen wurden.
Am 24. März 1944 griffen Résistance-Kämpfer der Francs-tireurs et partisans das mit Stacheldraht umzäunte und von bewaffneten Männern bewachte Camp-Sanatorium an. Bei der Operation, die ohne einen Schuss und ohne Blutvergießen durchgeführt wurde, konnten 27 politische Gefangene befreit werden. Daran erinnert seit 1999 neben dem alten Eingang des Sanatoriums eine Gedenktafel. Deren Inschrift lautet:

„An diesem Ort organisierte der französische Vichy-Staat von Oktober 1941 bis zur Befreiung ein Internierungslager mit dem Namen «Sanatorium surveillé», in dem er in Anwendung seiner antisemitischen, fremdenfeindlichen und rassistischen Ausnahmegesetze mehrere hundert Personen verschiedener Nationalitäten internierte.
Am 24. März 1944 griffen die Résistancekämpfer der Francs-Tireurs et Partisans der Gruppen Jean Pierson - Sarcelle, Léon Allain - Hector und Louis Boussin - Charlot das Lager an und befreiten ohne Verluste 27 Häftlinge, von denen sich die meisten den Résistancekämpfern der Francs-Tireurs et Partisans anschlossen.
Später, am 8. Juni 1944, meuterten Wärter und Internierte und schlossen sich dem lokalen Widerstand der Armée secrète und der Francs-Tireurs et Partisans an“

## Kultur und Sehenswürdigkeiten
La Guiche gehört zur römisch-katholischen Pfarrei Les Monts du Charolais des Bistums Autun.
Das marmorne Grabmal von Louis-Emmanuel de Valois (1596–1653) in der Kirche von La Guiche wurde 1902 als Monument historique klassifiziert. Der Schriftsteller Paul Cazin sagte darüber, es sei das erbaulichste Grabmal, das er je gesehen habe. Es wurde während der Französischen Revolution (1789–1799) beschädigt und im 19. Jahrhundert im Auftrag der Familie La Guiche restauriert. In der Kirche befinden sich außerdem Reste einer Litre funéraire aus dem 17. und 18. Jahrhundert.

## Wirtschaft und Infrastruktur
Aus dem oben erwähnten ehemaligen Lungensanatorium wurden ein Hospital und ein Altenheim. In den Jahren 1957 und 1958 wurden umfangreiche Umbaumaßnahmen durchgeführt.
Im Jahr 2009 waren 51,1 Prozent der Erwerbstätigen in der Gemeinde beschäftigt, die anderen waren Pendler. 11,1 Prozent der Arbeitnehmer waren arbeitslos.
Es gibt eine öffentliche Grundschule in der Gemeinde.
Der nächstgelegene Haltepunkt ist der 13,3 Kilometer entfernte Bahnhof von Ciry-le-Noble. Der nächste internationale Flughafen ist der 92,5 Kilometer entfernt liegende Flughafen Dole-Jura in Tavaux und Gevry (Jura).
Auf dem Gemeindegebiet gelten kontrollierte Herkunftsbezeichnungen (AOC) für Charolais (Käse) und Rindfleisch von Rindern der Rasse Charolais (Bœuf de Charolles) sowie geschützte geographische Angaben (IGP) für Emmentaler (Emmental français Est-Central), Senf (Moutarde de Bourgogne), Geflügel (Volailles du Charolais und de Bourgogne) und Weine mit der Bezeichnung Saône-et-Loire.

## Persönlichkeiten
- Georges Lumpp (1874–1934), Ruderer